# Ghost Rider
Ghost Rider és el nom de diversos superherois o antiherois que apareixen als còmics estatunidencs publicats per Marvel Comics. Marvel havia utilitzat anteriorment el nom per a un personatge de l'oest que es va canviar més tard per Phantom Rider.
El primer Ghost Rider sobrenatural és el motociclista especialista Johnny Blaze, que, per salvar la vida del seu pare adoptiu, accepta donar la seva ànima a "Satanàs" (més tard es va revelar que es tractava de Mephisto). De nit i quan està al voltant del mal, Blaze troba la seva carn consumida pel foc de l'infern, fent que el seu cap es converteixi en una calavera en flames. Condueix una motocicleta ardent i produeix explosions de foc infernal des del seu cos, generalment de les seves mans esquelètiques. Finalment s'assabenta que té un lligam amb el dimoni Zarathos. Blaze protagonitza un serial a Marvel Spotlight el 1972 que continua en la sèrie Ghost Rider (vol. 2) de 1972 a 1983.
El volum posterior de Ghost Rider (1990–1998) presenta a Danny Ketch com un nou Ghost Rider. Després que la seva germana fos ferida per gàngsters ninja, Ketch entra en contacte amb una motocicleta que conté l'essència d'un esperit de venjança. Blaze reapareix en aquesta sèrie com un personatge secundari, i més tard es revela que Danny i la seva germana eren els germans perduts de Johnny Blaze. En els còmics dels anys 2000, Blaze succeeix a Ketch, convertint-se de nou en Ghost Rider. El 2014, Robbie Reyes es converteix en Ghost Rider com a part del rellançament editorial Marvel NOW!
El maig de 2011, Ghost Rider va ocupar el lloc 90 a la llista "Top 100 Comic Book Heroes" d'IGN. Nicolas Cage va interpretar el personatge de Johnny Blaze a la pel·lícula del 2007 Ghost Rider i la seva seqüela del 2012, Ghost Rider: Esperit de venjança. Gabriel Luna i Tom McComas representen les encarnacions de Robbie Reyes i Johnny Blaze a la quarta temporada de la sèrie de televisió del Marvel Cinematic Universe (MCU) Marvel's Agents of S.H.I.E.L.D.

## Biografia de personatges de ficció

### Johnny Blaze
Seguint el personatge de còmics de l'oest que tenia originalment aquest nom, el primer superheroi Ghost Rider, Johnny Blaze, va debutar al número 5 de Marvel Spotlight (agost de 1972), creat per l'editor en cap de Marvel, Roy Thomas, l'escriptor Gary Friedrich i l'artista Mike Ploog. Va rebre la seva pròpia sèrie el 1973, amb el dibuixant Jim Mooney encarregant-se de la major part dels primers nou números. Va tenir diversos equips creatius, que es barrejar entre ells, fins que el dibuixant Don Perlin va començar un període considerablement llarg amb el número 26, al qual finalment es va unir l'escriptor Michael Fleisher a partir del número 58. La sèrie va arribar fins al número 81 (juny de 1983). Blaze va tornar com a Ghost Rider en una minisèrie de sis números del 2001 escrita per Devin Grayson; una segona minisèrie escrita per Garth Ennis el 2005, i una sèrie regular mensual que va començar a publicar-se el juliol de 2006. Johnny Blaze era fill de Naomi Blaze i Barton Blaze, sent Naomi l'anterior Ghost Rider.

### Danny Ketch
El següent Ghost Rider, un jove anomenat Daniel "Danny" Ketch (el germà petit perdut de Johnny Blaze), es va presentar a Ghost Rider (vol. 3) #1 (maig de 1990). Aquest Ghost Rider era gairebé idèntic a l'anterior, tot i que el seu vestit era ara una jaqueta de moter de cuir negre amb espatlleres amb punxes, pantalons de cuir gris i una cadena mística que duia al pit, que responia als seus ordres mentals i servia com a la seva arma principal en combats cos a cos. La seva nova motocicleta s'assemblava a una màquina futurista i la part davantera podia baixar per servir d'ariet. Igual que la motocicleta original de Ghost Rider, les rodes estaven compostes de foc infernal místic. A diferència de la relació entre l'anterior Ghost Rider i el dimoni amb el qual estava vinculat, Ketch i el seu dimoni, que en el nº 91 (del vol. 3) (desembre de 1997) es revela que és l'encarnació de Marvel de l'Àngel de la Mort/Judici, cooperen entre ells. Al final de la sèrie en el (vol. 3) #93 (febrer de 1998), Ketch moria aparentment. L'any següent, però, Peter Parker: Spider-Man nº 93 (juliol de 1999) va revelar que Ketch encara era viu. Gairebé una dècada més tard, Marvel va publicar el número final llargament completat com a Ghost Rider Finale (gener de 2007), que reimprimeix l'últim número amb el Ghost Rider (vol. 3) #94 inèdit.

### Alejandra Jones
Durant la història de 2011 "Fear Itself", una dona nicaragüenca anomenada Alejandra Jones es convertia en Ghost Rider mitjançant un ritual realitzat per un home anomenat Adam. Tot i que demostra molts poders desconeguts anteriorment de l'entitat Ghost Rider, es veu privada de tot el seu poder quan Johnny Blaze recupera la major part d'aquest poder. Va ser assassinada per Carnage durant l'esdeveniment Absolute Carnage.

### Robbie Reyes
El 2014, un nou personatge va assumir el mantell de Ghost Rider: un resident mexicà-estatunidenc de l'est de Los Angeles anomenat Roberto " Robbie " Reyes, que condueix un cotxe muscular clàssic negre que recorda un Dodge Charger modificat del 1969 en lloc d'una motocicleta. Robbie Reyes va ser creat per l'escriptor/artista Felipe Smith i dissenyat per Smith i l'artista Tradd Moore.

### Michael Badilino
Michael Badilino, un exmembre del departament de policia de la ciutat de Nova York, és una tercera part d'un "Medalló orgànic del poder"; les altres dues parts són Ketch i Blaze (el medalló en si no es va explicar mai amb detall). Posseeix poders més en línia amb els de la versió Zarathos de Ghost Rider, encara que també posseeix el Penance Stare i la seva moto semblava compartir característiques amb la versió de Noble Kale. El seu aspecte es distingeix per un crani de color porpra profund, grans ullals que sobresurten de la mandíbula superior i unes banyes corbes a la part superior del crani.
En la seva forma sobrehumana, Badilino es deia Vengeance, i originalment va intentar matar el Ghost Rider, creient que era Zarathos. Vengeance es va convertir més tard en l'aliat de Ghost Rider i Johnny Blaze. Vengeance també va assumir el paper de Ghost Rider i fins i tot es va referir semi seriosament a ell mateix amb aquest nom quan es va enfrontar a Spider-Man poc després de l'aparent mort de Ghost Rider en la batalla amb Zarathos i els acòlits The Fallen. Vengeance es va matar, juntament amb el malvat Hellgate, provocant una explosió massiva a través del seu Hellfire, la font de les flames místiques que engloben els ossos tant de Vengeance com de Ghost Rider.
Vengeance reapareix als quatre últims números de Ghost Rider (vol. 3), implicat en els plans de Blackheart per matar a Noble Kale. Vengeance ajuda el Ghost Rider en la batalla següent, destruint Blackheart i governant l'infern durant les absències de Ketch.
- Existeix una encarnació de Vengeance de Ultimate Marvel quan l'antic motorista es va convertir en el vicepresident dels Estats Units Robert Blackthorne i va aparèixer com a malvat a Ultimate Avengers.

### Kushala
Al segle xix, mentre la seva tribu estava sent atacada per l'exèrcit estatunidenc, els pares de Kushala van ser assassinats i, en un acte de ràbia, va pregar al seu creador, però en canvi va ser posseïda per un esperit de venjança. Llavors va cremar a tothom fins que tot el que va quedar va ser el seu esperit. Després de ser posseïda per l'Esperit de la Venjança, Kushala va viatjar pel món buscant i estudiant diferents formes de màgia en un intent de curar-se. Les seves habilitats en les arts místiques finalment la van portar a convertir-se en la Bruixa Suprema de la seva època.

## Poders i habilitats
El Ghost Rider és un humà que es pot transformar en un sobrehumà amb forma d'esquelet envoltat de flama etèria i amb poders sobrenaturals. La motocicleta anormal que condueix pot viatjar més ràpid que qualsevol vehicle convencional i realitzar gestes impossibles per a les motocicletes normals com pujar per una superfície vertical, travessar l'aigua i saltar per grans distàncies. Els Ghost Riders són pràcticament indestructibles i notòriament difícils de ferir per qualsevol mitjà convencional, ja que les bales i els ganivets solen travessar-los sense causar dolor (es mostra que els ganivets es fonen mentre estan al seu cos). És possible que siguin realment immortals, ja que es diu que Déu els va crear i només Déu els pot destruir. Tot i estar formats per os i foc infernal, els Ghost Riders posseeixen una força sobrehumana formidable, suficient per agafar fàcilment un camió i llançar-lo a través d'una carretera. S'ha afirmat que Johnny Blaze com a Ghost Rider pot premsar unes 25 tones (50.000 lliures) (o més com es veu a World War Hulk). Cada entitat de Ghost Rider també tenia habilitats específiques per a ell o ella.
Johnny Blaze
Originalment, quan en Blaze es va transformar en Ghost Rider, el seu cos canviava, però no la roba que portava. En la seva nova encarnació, això és diferent i la seva roba adquireix un aspecte diferent amb una jaqueta de cuir amb puntes i cadenes. Com a Ghost Rider, pot fer que la seva motocicleta es transformi i s'envolti de foc infernal o pot crear un nou cicle a partir del foc infernal pur. També és capaç de projectar el foc infernal com a arma. El seu foc infernal "crema l'ànima" sense deixar lesions físiques a la víctima i els seus efectes s'han vist semblants al "Penance Stare". En la seva nova encarnació, Blaze és ara possiblement l'heroi més poderós de la Terra. Durant "World War Hulk", el Doctor Strange va dir que Ghost Rider podria ser tan poderós com el personatge de "Green Scar" de Hulk i possiblement el podria derrotar. Durant aquesta sèrie, Doctor Strange també afirma que Ghost Rider protegeix només els innocents, el que cap dels Illuminati és. En còmics més recents, Blaze's Ghost Rider va rebre el "Penance Stare" i la cadena mística, ambdues específiques del Danny Ketch Ghost Rider. En Blaze també utilitza una escopeta i va descobrir que pot llançar el foc infernal de l'arma quan es va trobar per primera vegada amb Ketch. Ara, també té noves habilitats, com l'alè de foc infernal, la capacitat de produir cadenes de la seva gola o el pit, i la capacitat de viatjar entre regnes incorpòris.
Danny Ketch
Quan Ketch es va transformar en Ghost Rider, la seva roba va canviar amb ell, adoptant l'aspecte d'una jaqueta de cuir amb puntes amb cadenes amb un dòlar, pantalons de cuir gris i guants i botes amb puntes. Així mateix, la seva moto va patir una transformació radical, passant d'una convencional a una d'alta tecnologia (aquesta transformació no es limitava estrictament a la moto que es va trobar al cementiri, ja que una vegada es va veure capaç de transformar un altre ciclomotor a "Ghost Rider/Wolverine/Punisher: Hearts of Darkness"). Juntament amb les rodes en flames que permeten que la motocicleta gairebé voli per superfícies, la moto incloïa un ariet com un escut a la part davantera. Com a Ghost Rider, Ketch utilitzava una cadena mística que responia a les seves ordres mentals. Podia créixer de llargada, canviar de direcció mentre estava a l'aire, endurir-se en un bastó o llança i separar-se en diversos enllaços que podien colpejar com una metralla i després tornar a la seva forma original. El poder més famós de Daniel va ser el Penance Stare (la mirada de penitència). Tancant els ulls amb un objectiu i centrant-se mentalment, el Danny Ketch Ghost Rider podia fer que l'objectiu experimentés tot el dolor que hagués infligit a algú més. No obstant això, alguns éssers han mostrat resistència a aquesta habilitat, com Venom i Carnage, ja que els seus "vestiments" de simbiontes alienígenes no tenen tècnicament ulls; i Madcap, que és tan masoquista, afirma gaudir de l'experiència. A la sèrie d'animació dels Quatre Fantàstics de 1994, es va demostrar que aquesta habilitat era prou poderosa com per fer caure al poderós Galactus, ja que Ghost Rider va obligar a Galactus a sentir el dolor de tots els que havien mort com a conseqüència de la seva alimentació dels seus planetes; com va dir Ghost Rider, "Mil milions d'ànimes". Aquesta demostració de poder, però, semblava ser simplement una reescriptura per a la sèrie animada, ja que la història original del número 243 dels Quatre Fantàstics fa que el Doctor Strange llanci un encanteri que fa que totes les ànimes d'aquells que Galactus havia matat amb la seva alimentació siguin visitades per ell alhora. Originalment, aquesta encarnació del Ghost Rider només es podia convocar si Danny estava present quan "es vessava sang innocent" (no n'hi havia prou amb un innocent amenaçat), moment en el qual Danny havia de tocar el tap de gasolina de la seva motocicleta per a la produir la transformació. Més tard, va poder convocar el Ghost Rider sense tocar el tap de gasolina, però encara va haver d'esperar que es vessés sang innocent. Més tard encara, va poder convocar el Ghost Rider només amb la força de voluntat.
Robbie Reyes
El fantasma d'Eli Morrow que habita el cos de Robbie no és, segons Johnny Blaze, un autèntic esperit de la venjança. Independentment, li dona a Robbie diverses habilitats similars a les d'altres Ghost Riders, inclòs el poder de manifestar i controlar cadenes que acaben en falç o ganivets prims. El cotxe de múscul negre que habita inicialment el fantasma de Morrow està vinculat a la forma Ghost Rider de Robbie, el que li permet teletransportar-se i/o fusionar-se amb el cotxe instantàniament. El cotxe també es pot conduir de forma remota i la forma Ghost Rider de Robbie pot passar-hi de manera inofensiva, cosa que li permet conduir als enemics. El maleter del cotxe, quan s'obre, actua com un portal, permetent al Ghost Rider transportar qualsevol cosa, incloses persones, a qualsevol lloc. Encara que inicialment es desconeix si la forma Ghost Rider de Robbie posseeix els poders divins dels seus predecessors, finalment mostra la capacitat d'utilitzar el Penance Stare durant una batalla amb Star Brand. L'Eli és capaç de prendre el control total del cos de Robbie quan l'adolescent cedeix a les seves emocions negatives, indicades per un to de pell pàl·lid i els seus dos ulls es tornen taronges. La seva forma de Ghost Rider també mostra la capacitat de canviar a una forma més poderosa i demoníaca quan en Robbie està prou enfadat.

## Altres Spirits of Vengeance

### Naomi Kale
Naomi Kale és la mare de Johnny Blaze, Danny Ketch i Barbara Ketch.

### Noble Kale
Noble va viure al segle xviii i va créixer amb el seu pare abusiu, el Pastor Kale i el seu germà petit Dante.
Noble es va enamorar d'una noia negra anomenada Magdelena. Però, a causa del color de la seva pell i de les fortes opinions religioses del seu pare, la parella va mantenir el seu amor en secret. Es van veure obligats a dir-li-ho al pastor Kale quan Magdelena va donar a llum el fill de Noble. Aleshores, Noble i Magdelena es van casar.
Poc després del matrimoni, Magdelena va descobrir el fosc secret del pastor Kale; era un servent del senyor fosc Mephisto. Per encobrir el descobriment de Magdelena, el pastor Kale la va acusar de bruixeria i la va fer cremar a la foguera. Sabent que el seu fill, Noble, s'oposaria, el va fer drogar, torturar i colpejar al celler de l'església.
Just abans de morir Magdelena, va utilitzar una maledicció per convocar dimonis que venjaven les dones maltractades. Els dimonis es deien "Furies" (Fúries) i van començar a matar la gent del poble. Tement la mort, el pastor Kale va arribar a un acord amb Mephisto. A canvi de la seva seguretat, Mephisto va aconseguir l'ànima de Noble. Mephisto es va adonar que Noble estava unit a una peça del medalló del poder i va activar la peça per transformar Noble en l'"Spirit of Vengeance" original. Quan Ghost Rider va destruir les Furies, el Pastor li va oferir carn humana: el fill de Noble. Noble, sota l'aparença de Ghost Rider, no estava disposat a menjar-se el seu propi fill i es va suïcidar.
Quan més tard va aparèixer Mephisto per reclamar l'ànima de Noble, el germà de Mephisto, l'arcàngel Uriel, va aparèixer i va exigir que l'ànima de Noble Kale fos perdonada. No es va poder arribar a cap acord i es va arribar a una solució de compromís pel qual l'ànima de Noble no podia ser reclamada per cap regne; sino que romandria en el buit fins que es tornés a vincular amb certs membres de la seva família.
Noble Kale també era un avantpassat de Jennifer Kale.

## Versions alternatives

### Ghost Rider còsmic
Zero Cochrane, que a la línia temporal alternativa de Marvel 2099 és una visió cibernètica de l'esperit de la venjança, no és un ésser sobrenatural sinó cibernètic, amb una còpia digitalitzada de la ment de Cochrane. Es troba amb un contrapunt futurista de Vengeance. El Ghost Rider de 2099 sembla desaparèixer durant la consolidació dels títols de 2099 en un de sol anomenat 2099 World of Tomorrow. Posteriorment apareix a l'epíleg de 2099 Manifest Destiny, discutint amb l'IA que l'apodera.

### Spirit of Vengeance
Aquesta versió de Ghost Rider, coneguda com l'Spirit of Vengeance, va debutar a la sèrie dels Guardians of the Galaxy originals, ambientada en un futur alternatiu de l'Univers Marvel. Té la capacitat de travessar l'espai i disparar projectils amb punta des dels avantbraços. Aquest Ghost Rider és un fanàtic religiós, amargat per una església (una versió de la Universal Church of Truth (Església Universal de la Veritat)) que proclama que produiria el seu déu en la carn. Aquest ser, el Protege (Protegit), és destruït pel Celestial Scathan the Aprovador. Aquest Ghost Rider es refereix a ell mateix simplement com l'Spirit of Vengeance, encara que el seu nom real és Autolycus, del planeta Sarka. Després de respondre una trucada de socors de Firelord, els Guardians of the Galaxy ajuden a un planeta en perill, aquest Ghost Rider finalment ajuda a destruir l'amenaça. L'Spirit of Vengeance s'uneix a altres éssers poderosos com Martinex, Hollywood, Replica, Firelord, Phoenix IX i Mainframe. Els herois, reunits per Martinex, es mantenen junts com els nous Galactic Guardians.

### Ghost Rider 2099
En una realitat alternativa on Thanos va conquerir tot l'univers, la vida primerenca de Frank Castle semblava semblant a la del Frank Castle de l'Univers Marvel. Tanmateix, quan Thanos va arribar a la Terra, el Punisher va ser una de les últimes víctimes durant l'última posició dels herois i la seva ànima va ser enviada posteriorment a l'infern. Disposat a donar qualsevol cosa per castigar a Thanos per matar el seu planeta, el Punisher va signar un acord demoníac amb Mephisto i es va convertir en el Ghost Rider. Quan va tornar a la Terra, però, Thanos ja havia marxat i tot el planeta estava mort. Vagant sense parar i sense morir sense ningú a qui matar ni estimar, el Ghost Rider va passar els següents innombrables anys sol. Finalment va començar a perdre el cap quan fins i tot Mephisto va callar quan el cridava. Quan un Galactus malferit va arribar a la Terra buscant ajuda contra Thanos, sense saber que la població de la Terra ja havia estat assassinada per ell, el Ghost Rider li va oferir el planeta mort a canvi de l'oportunitat de castigar el Tità boig com a herald seu, que el Devorador de mons va acceptar. Atorgat amb el Power Cosmic, Ghost Rider es va convertir en Cosmic Ghost Rider.

## En altres mitjans

### Televisió
- L'encarnació de Danny Ketch de Ghost Rider fa un cameo no parlant al final de la primera temporada de X-Men: The Animated Series "The Final Decision".
- L'encarnació de Danny Ketch de Ghost Rider apareix a l'episodi de Fantastic Four "When Calls Galactus", amb la veu original de Richard Grieco.
- L'encarnació de Danny Ketch de Ghost Rider apareix a The Incredible Hulk, amb la veu original novament de Richard Grieco.[19]
- Ghost Rider anava a aparèixer a The Spectacular Spider-Man . No obstant això, després que Disney comprés Marvel Entertainment, Sony va optar per tornar els drets de televisió de Spider-Man a Marvel, cancel·lant la sèrie.[20][21]
- El juliol de 2016, es va anunciar que Ghost Rider apareixeria a la quarta temporada de la sèrie de Marvel Cinematic Universe Agents of S.H.I.E.L.D. El màrqueting havia fet teasers amb la presentació de l'Spirit of Vengeance i l'estudi va confirmar a través de la San Diego Comic-Con que el Ghost Rider figuraria en gran manera a la sèrie.[22] Presentat a l'estrena de la temporada, "The Ghost", Robbie Reyes (interpretat per Gabriel Luna), es converteix en un personatge recurrent de la temporada, influint en el subtítol de màrqueting de la temporada, Ghost Rider; que més tard es va conèixer com el primer dels tres "Pods" de la temporada. Aquesta versió està potenciada per l'Spirit of Vengeance, que Johnny Blaze (interpretat per l'actor especialista Tom McComas) li va donar a l'episodi "The Good Samaritan". Tot i que Blaze no s'anomena explícitament a l'episodi, l'estrella de la sèrie Clark Gregg va confirmar la identitat del personatge a través del seu compte de Twitter.[23] En els episodis "Deals with Our Devils" i "World's End", l'Spirit of Vengeance abandona el cos de Reyes i habita temporalment els dels agents de S.H.I.E.L.D. Alphonso "Mack" MacKenzie (interpretat per Henry Simmons) i Phil Coulson (interpretat per Gregg), respectivament, convertint-los en Ghost Riders en el procés.[24][25]
  - L'octubre de 2016, Luna va parlar que hi havia plans perquè Reyes aparegués a la seva pròpia sèrie de televisió després de la seva presentació a Agents of S.H.I.E.L.D.[26] En entrevistes posteriors, l'actor va declarar que esperava que Norman Reedus interpretés Johnny Blaze al MCU.[27] L'1 de maig de 2019, es va anunciar que una sèrie de televisió basada en l'encarnació de Ghost Rider de Reyes s'estrenaria a Hulu el 2020,[28] amb Luna repetint el seu paper. Tanmateix, Hulu va decidir no avançar amb la sèrie el setembre de 2019.[29]
- Un exèrcit de Ghost Riders no identificats apareix a l'episodi "The Wastelands" d'Avengers Assemble com a servidors de Beyonder i Ares.[30]
- L'encarnació de Johnny Blaze de Ghost Rider apareix a l'episodi "Spirit of Vengeance" de Hulk i els Agents de S.M.A.S.H.

### Cinema
- L'encarnació de Johnny Blaze de Ghost Rider apareix en una pel·lícula homònima, interpretada per Nicolas Cage com adult i Matt Long com adolescent.
- L'encarnació de Johnny Blaze de Ghost Rider apareix a Ghost Rider: Spirit of Vengeance, interpretat de nou per Nicolas Cage.
- El maig de 2013, els drets cinematogràfics de Ghost Rider van tornar de Sony Pictures a Marvel Studios, encara que també es va confirmar que no hi havia plans per produir una altra pel·lícula amb el personatge en un futur immediat.[31][32]

### Videojocs
- L'encarnació de Danny Ketch de Ghost Rider anava a aparèixer en un videojoc homònim de Crystal Dynamics com a llançament de 1997 a PlayStation fins que va ser cancel·lat.[33]
- L'encarnació de Johnny Blaze de Ghost Rider apareix com un personatge jugable a Marvel: Ultimate Alliance, amb la veu de Nolan North.
- L'encarnació de Johnny Blaze de Ghost Rider apareix en un videojoc homònim, amb la veu de Dave Fouquette.[34]
- L'encarnació de Johnny Blaze de Ghost Rider a LittleBigPlanet mitjançant el DLC "Marvel Costume Kit 2".[35][36]
- L'encarnació de Johnny Blaze de Ghost Rider apareix al final de Dante a Marvel vs. Capcom 3: Fate of Two Worlds.[37] També apareix com a personatge jugable a Ultimate Marvel vs. Capcom 3, amb la veu de Richard Grieco.[38]
- L'encarnació de Johnny Blaze de Ghost Rider apareix com un personatge jugable a Marvel: Avengers Alliance, amb la veu de Nolan North.[19]
- L'encarnació de Johnny Blaze de Ghost Rider apareix com un personatge jugable a Lego Marvel Super Heroes, amb la veu d' Andrew Kishino.[39]
- L'encarnació de Johnny Blaze de Ghost Rider apareix com un personatge jugable a Marvel Heroes, amb la veu novament d'Andrew Kishino.[40][19] Robbie Reyes també apareix com a personatge de "Team Up" al canvi de marca de Marvel Heroes 2016.
- Un Ghost Rider no identificat apareix a Disney Infinity 2.0.[41]
- A Disney Infinity 3.0 apareix un Ghost Rider no identificat.
- L'encarnació de Robbie Reyes de Ghost Rider apareix com a personatge jugable a Marvel Avengers Academy.
- L'encarnació de Johnny Blaze de Ghost Rider apareix com un personatge jugable a Marvel vs. Capcom: Infinite, amb la veu de Fred Tatasciore.[19]
- Un Ghost Rider no identificat apareix com un personatge jugable a Lego Marvel Super Heroes 2, amb la veu de David Menkin.[42]
- Les encarnacions de Johnny Blaze i Robbie Reyes de Ghost Rider apareixen com a personatges jugables separats a Marvel Puzzle Quest . A més, també apareix una versió original del personatge, Deadpool, que condueix un camió de tacos.[43][44][45]
- L'encarnació de Johnny Blaze de Ghost Rider apareix com un personatge jugable a Marvel Ultimate Alliance 3: The Black Order, amb la veu novament de Fred Tatasciore.[19]
- L'encarnació de Johnny Blaze de Ghost Rider apareix com a personatge jugable a Marvel Strike Force.[46]
- L'encarnació de Johnny Blaze de Ghost Rider apareix com a vestit que es pot comprar a Fortnite Battle Royale.
- L'encarnació de Ghost Rider de Robbie Reyes apareix com a personatge jugable a Marvel's Midnight Suns, amb la veu de Giancarlo Sabogal i Darin De Paul respectivament.[47] A més, Johnny Blaze apareix com a personatge secundari, amb la veu de Graham McTavish.[19]